# Nieruchomy poruszyciel (film)
Nieruchomy poruszyciel – polski thriller erotyczny z 2008 roku w reżyserii Łukasza Barczyka. 
Zdjęcia do filmu powstały w: Warszawie (areszt śledczy Warszawa-Grochów, Sąd Rejonowy Warszawa Praga-Południe), Radomiu (huta Trend Glass), Wsole (Huta Szkła Gospodarczego „Berta”), Boguszowie-Gorcach i Nowej Rudzie.

## Twórcy filmu
- Scenariusz: Łukasz Barczyk
- Reżyseria: Łukasz Barczyk
- Zdjęcia: Karina Kleszczewska
- Scenografia: Łukasz Barczyk
- Montaż: Łukasz Barczyk
- Muzyka: Hanna Kulenty
- Produkcja: Vision Film Distribution

## Obsada
- Marieta Żukowska – Teresa
- Jan Frycz – Generał
- Andrzej Chyra – Peksa
- Szymon Mysłakowski – Robert
- Katarzyna Gniewkowska – Elżbieta
- Ireneusz Czop – manager
- Stanisława Celińska
- Łukasz Simlat – inspektor policji